# Javanesiska kriget (1741–1743)

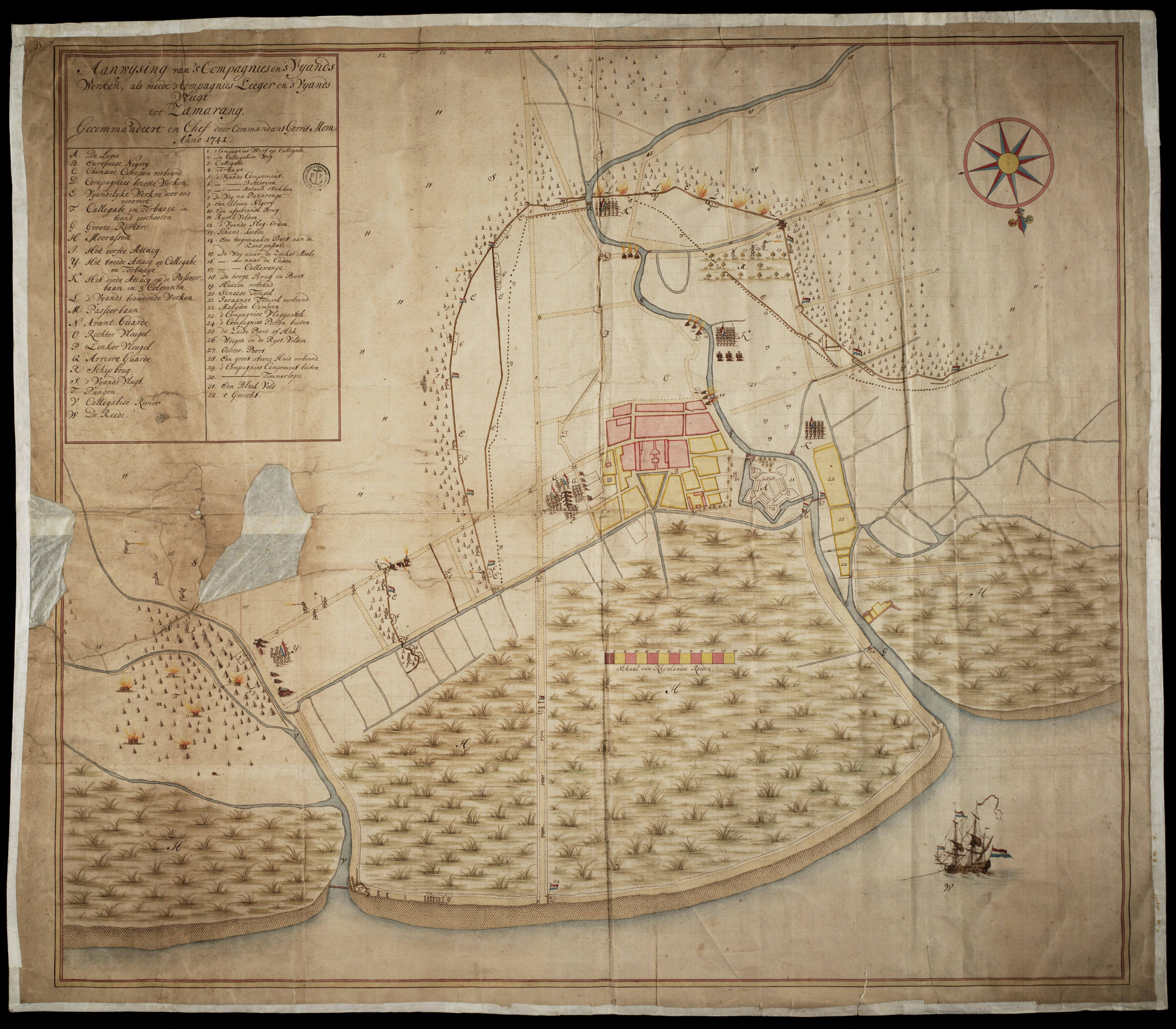
Belägringen av det holländska fortet Semarang.

Javanesiska kriget, även kallad Kinesiska kriget, ägde rum mellan kinesiska och javanesiska styrkor mot den nederländska kolonialregeringen på Java i Nederländska Ostindien mellan 1 februari 1741 och tidigt år 1743. Kriget vanns av holländarna och ledde till sultanatet Matarams fall och indirekt till grundandet av sultanatet Surakarta och sultanatet Yogyakarta. 
Kriget bröt ut i efterdyningarna av Massakern i Batavia 1740, när överlevande flydde från Batavia och sökte skydd och stöd mot holländarna från den inhemska befolkningen på Java. Kineserna fick stöd av sultan Pakubuwono II av Mataram, som gav dem stöd av sina javanesiska trupper mot holländarna, som de belägrade i Semarang i juni efter att ha tagit Rembang, Tanjung, och Jepara. När belägringen bröts av holländarnas överlägsna vapen, kapitulerade Pakubuwono II 6 april 1742, men ersattes som sultan av sin brorson som, liksom flera andra javanesiska furstar, fortsatte striden. Holländarna, i allians med sultan Cakraningrat IV av Madura, utplånade under 1742 upproret på norra respektive östra Java och massakrerade varje kines inom synhåll.     
I december 1742 togs Matarams huvudstad Kartosuro, och i början av 1743 kapitulerade de sista kinesiska styrkorna. Genom fredsavtalet med Pakubuwono II resulterade kriget i att Nederländernas makt på Java stärktes.  